# Epermenia strictelloides
Epermenia strictelloides is een vlinder uit de familie van de borstelmotten (Epermeniidae). De wetenschappelijke naam van de soort is voor het eerst geldig gepubliceerd in 1977 door Gaedike.